# Sergio Moro
Sérgio Fernando Moro (Maringá, 1 de agosto de 1972) es un magistrado, escritor y catedrático brasileño que ganó notoriedad internacional por liderar la investigación conocida como Operación Autolavado (Operação Lava Jato).
El 12 de julio de 2017, condenó al expresidente brasileño Luiz Inácio Lula da Silva a nueve años y seis meses de prisión, siendo esta la primera vez en la historia de Brasil en que se condenó criminalmente a un expresidente de la República. No obstante, dichas condenas quedarían en entredicho y acabarían anuladas por las revelaciones de la colusión de Moro como juez con el equipo de fiscales que investigaba a Lula y extralimitaciones de su papel para juzgar. En 2019, fue nombrado ministro de Justicia en el gobierno de Jair Bolsonaro, cuyo principal rival electoral fue el PT, el partido de Lula. Actualmente Moro se desempeña como abogado en una empresa estadounidense. En 2022 un comité de la ONU concluyó que el juicio de Lula llevado a cabo por Moro no fue imparcial.

## Biografía

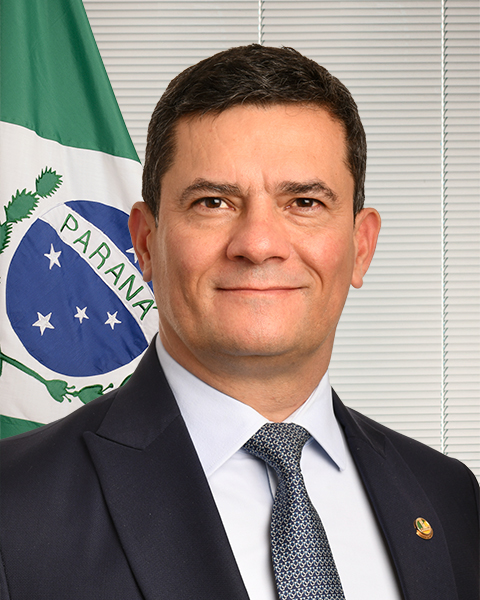
Sérgio Moro

Hijo de Odete Starke Moro y Dalton Oro Moro. Sergio se formó en Derecho por la misma universidad en 1995, convirtiéndose en juez federal en 1996 con apenas 24 años. También cursó el programa de corta duración (30 días) para instrucción de abogados de la Harvard Law School en 1998. Es máster y doctor en Derecho por la Universidad Federal de Paraná.[cita requerida] Desde 2013 es juez federal de la 13.ª Sala Criminal Federal de Curitiba, mientras dicta clases de proceso penal en la UFPR y comanda la Operación Lava Jato.
Sergio Moro está casado con Conge Rosângela Wolff de Quadros Moro, con quien tiene dos hijos.

## Trayectoria
Además de la Operación Lava Jato, el juez tuvo en su haber otros casos resonantes. Condujo el caso Banestado. También actuó en la Operación Farol de la Colina. En el caso del escándalo del Mensalão, la ministra del STF Rosa Weber convocó al juez para auxiliarla.  operación Lava Jato, Deltan Dallagnol, y el exprocurador general de Brasil, Rodrigo Janot, quienes fueron piezas claves en el juicio fueron condenados por malversación de fondos públicos y deberán devolver 2.8 millones de reales (US$ 545.000) utilizados en gastos y viajes innecesarios durante la causa en la que trabajaron entre 2014 y 2019.<r
Moro ya fue nominado por la Asociación de los Jueces Federales de Brasil para concursar la vacante que fue dejada por Joaquim Barbosa en el Supremo Tribunal Federal. Fue elegido el Brasileño del Año de 2014 por la Revista ISTOÉ y uno de los cien más influyentes de Brasil en 2014 por la revista Época. 
En la décima segunda edición del Premio Haciendo la Diferencia del periódico O Globo, En 2019 Sergio Moro sería  fue condenado junto con el  fiscal Deltan Dallagnol por su accionar abusivo en el Lava Jato con dn voto unánime, el Tribunal de Cuentas Federal (TCU) de Brasil encontró culpable a Deltan Dallagnol, exjefe de los fiscales de la operación Lava Jato, por gestión corrupta de la liquidación de gastos y viáticos cotidiana que se hacía pagar por las arcas públicas. En 2023 por un fallo unánime el Tribunal Regional Electoral del estado de Paraná lo acusó y procesó por numerosos delitos, incluyendo abuso de poder económico cometidos en la campaña de octubre de 2022 cuando obtuvo una banca en el senado federal y desvío de fondos públicos.da cuenta de maniobras de los miembros de Lava Jato para apropiarse, mediante un pacto ilegal con Estados Unidos, de millones de dólares. Otras acusaciones indican que un estudio de Moro habría recibido millones de dólares para asesorar a los abogados de imputados en Lava Jato y redactar las delaciones premiadas.

### Política
El 29 de octubre de 2018, días después de la segunda vuelta de las elecciones presidenciales de 2018, el presidente electo Jair Bolsonaro invitó al juez Moro al cargo de ministro de Justicia. El 1 de noviembre, Moro aceptó la invitación después de una reunión con Bolsonaro.
Apoya la liberalización del acceso a las armas, la reducción de la mayoría de edad penal y la concesión de inmunidad a los policías que matan en el ejercicio de sus funciones.
Sin embargo, el 24 de abril del 2020 renunció a su puesto.
En 2021 comenzó a ser investigado por dádivas y tráfico de influencias al descubrirse una red de empleados judiciales y fiscales brasileños que recibían sobornos a cambio de dictámenes a favor de empresarios acusados de corrupción. La causa investiga la adquisición de Moro de un departamento en Curitiba tras una transferencia de cinco millones de reales a una cuenta a su nombre en Panamá y dos cuentas vinculadas a sus hijos por parte de un empresario proveedor de tubos prensados a Petrobras acusado de desfalco que había sido sobreseído por Moro en 2017.

## Críticas y controversias
Moro ha sido criticado por sus conexiones con Estados Unidos. Según un documento filtrado por Wikileaks, Sergio Moro recibió un curso promovido por el Departamento de Estado de Estados Unidos. Sus lazos con Estados Unidos incluyen, además, la participación en un programa para la instrucción de abogados en la Escuela de Leyes de Harvard. A Moro se lo ha retratado junto a Neves compartiendo reuniones con el gobernador de São Paulo, Alckmin, y el presidente Temer. Asimismo Moro se ha visto implicado él mismo en actos sospechados de corrupción como recibir del Estado unos 1300 dólares mensuales como “ayuda-vivienda” pese a que posee casa propia en la ciudad de Curitiba. También ha sido criticado y denunciado por testigos de la causa por forzarlos mediante métodos ilegales para que declarasen contra el expresidente Lula Da Silva.
En 2014 ordenó la detención para conducirlo a declarar a una comisaría, e hizo públicas conversaciones privadas de Lula con Rousseff cuando ella aún ocupaba la Presidencia. En julio de 2018 el juez Favretto concedería la libertad a Lula argumentando que su encarcelamiento dispuesto por Moro, "ilegal e inconstitucional", no podía restringir los derechos políticos. Inmediatamente después de esa orden, y pese a estar oficialmente de vacaciones, Sergio Moro intentó impedir que fuera liberado. Por esta acción de Moro, además, el juez Favretto remitió una denuncia contra Sergio Moro por incumplir su decisión y dando un plazo de una hora para que la Policía Federal liberara al líder del PT. Luego de que la Policía desobedeciera y se negara cumplir el fallo judicial, Moro trató de trabar la sentencia con un nuevo fallo contra el expresidente brasileño preso en Curitiba pese a no tener potestad para ello y estar de vacaciones en Portugal. Sin embargo, tras la decisión del juez João Pedro Gebran Neto de revertir la decisión de Favretto, el habeas corpus acabó siendo negado por Thompson Flores y por la presidenta del STJ, Laurita Vaz, que criticó a Favretto por su "absoluta incompetencia" y elogió a Moro por haber consultado a Thompson ante "esdrújula situación procesal".
Paralelamente fue acusado por el magistrado Gilmar Mendes de ejercer tortura contra detenidos para poder arrancarles una delación. El juez también citó al fiscal Diogo Castor, mano derecha de Moro de tener un hermano que es abogado especialista en negociar delaciones premiadas, la principal herramienta que usó el juez de Curitiba. Incluso llevó por la fuerza a un bloguero a declarar y exigiéndole que revele fuentes de una noticia. Sergio Moro fue blanco de procedimientos administrativos en el Consejo Nacional de Justicia (CNJ) por razón de su conducta, considerada parcial e incompatible con el Código de Ética de la Magistratura. Entre los reclamos, figura el caso en que ordenó un allanamiento a la Policía Federal en compañías aéreas para conocer vuelos en que viajaban los abogados de un investigado. El ministro de la Corte, Celso de Mello, en su voto se refirió a “hechos extremadamente preocupantes”, como “la monitorización de abogados” y la “demora en el cumplimiento de órdenes judiciales de tribunales superiores”.
El 1 de junio de 2020, Sergio Moro ha advertido de que su antiguo aliado, el presidente Jair Bolsonaro, pretende flexibilizar la normativa sobre posesión de armas para "promover una rebelión armada".

## Obras

### Artículos en periódicos
- La autonomía del crimen de lavado y prueba con indicios, Revista CEJ (Brasilia), v. 41, p. 11-14, 2008.

- Cosecha compulsoria de material biológico para examen genético en casos criminales, Revista de los Tribunales (São Paulo. Impreso), v. 853, p. 429-441, 2006.

- Consideraciones sobre la Operación Mani Pulite, Revista CEJ (Brasilia), v. 26, p. 56-62, 2004.

- Cualificación de la Justicia Federal en Derecho Ambiental, Revista de los Tribunales. Cuadernos de Derecho Constitucional y Ciencia Política, v. 31, p. 157-166, 2003.

- Por un repaso de la teoría de la aplicabilidad de las normas constitucionales, Revista de los Tribunales. Cuadernos de Derecho Constitucional y Ciencia Política, v. 37, p. 101-108, 2001.

### Libros publicados
- Desarrollo y Efectivización Judicial de las Normas Constitucionales, Editora Max Limonad, 2001.
- ¿Legislación Sospechosa? Alejamiento de Presunción de Constitucionalidad de la Ley, Editora Juruá, 2003.
- Jurisdicción Constitucional Como Democracia, Editora Revista de los Tribunales, 2004.
- Lavado de activos: comentarios a la ley, por los jueces de salas especializadas en homenaje al ministro Gilson Dipp, Livraria do Advogado, 2007.
- Crimen de Lavado de Dinero, Editora Saraiva, 2010.